# Ronnie Lessa
Ronnie Lessa (nascido em 15 de julho de 1970) é um ex-policial militar do Rio de Janeiro, reformado em 2010, conhecido principalmente por ser o autor confesso de assassinar a vereadora Marielle Franco e seu motorista Anderson Gomes, em 14 de março de 2018, no Rio de Janeiro. Também é conhecido por sua ligação com a milícia.
Antes do caso Marielle, tornou-se notório por sua atuação como policial militar e civil, tendo recebido condecorações. Em 2009, foi vítima de um atentado e teve parte da perna amputada, razão que levou à sua aposentadoria. Foi condenado em 2022 por tráfico internacional de armas e é investigado pela execução de duas pessoas em 2000. Em 22 de maio de 2025 foi condenado a 90 anos de prisão pelo júri popular por duplo homicídio em 2014.

## Biografia
Antes de ingressar à Polícia Militar, Lessa trabalhava como tatuador no Méier. Antes de ser preso, residia no Condomínio Vivendas da Barra. É casado com Elaine Lessa, que, assim como o marido, é acusada de tráfico de armas e foi presa em 2021.

### Carreira policial

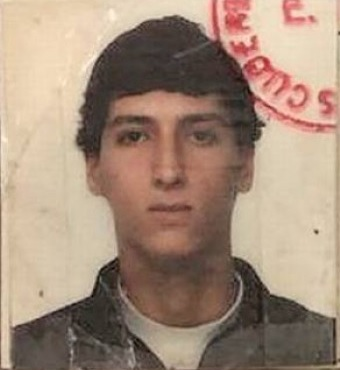
Ronnie Lessa em 1989

Em 1989 entrou para a Scuderie Detetive Le Cocq, um esquadrão da morte criado em 1965 e que visava vingar a morte de policiais. Destacou-se em operações policiais, nas favelas dominadas pelo tráfico de drogas, por tomar posse dos bens apreendidos dos traficantes. Ingressou em 1991 na Polícia Militar, onde fez parte do Batalhão de Choque e do Batalhão de Operações Policiais Especiais (BOPE) entre 1993 e 1997, mesmo sem ter feito o curso de "caveira", e foi transferido para a Polícia Civil em 2003, em que atuou até sua aposentadoria em 2010. Foi promovido por atos de bravura em duas ocasiões no ano de 1997. Durante sua atuação nas corporações, recebeu uma homenagem na ALERJ e uma condecoração na Câmara dos Vereadores do município do Rio de Janeiro. De acordo com o relato de 2019 de um policial civil experiente que trabalhou com Lessa e que, por questões de segurança, preferiu não se identificar:
| “ | Ele se sentia um soldado em plena Guerra do Vietnã. Fizemos algumas operações em conjunto com boa parte das delegacias especializadas da Polícia Civil. A bala voava, e o grupo deles aparecia nas piores situações. Lessa era um serial killer. Já levou vários tiros, mas se manteve de pé. Era um verdadeiro soldado de guerra. Máquina de matar. | ” |

Em outubro de 2009, Ronnie Lessa sofreu graves ferimentos após a deflagração de uma granada no interior de seu carro. Em entrevista à Veja, questionado sobre seu relacionamento com Jair Bolsonaro, Lessa disse que foi ajudado pelo ora deputado federal para que fosse atendido na Associação Brasileira Beneficente de Reabilitação.
Lessa é investigado pela execução de duas pessoas que teria ocorrido numa ação policial na favela Parque Colúmbia, em setembro de 2000.

#### Condenação por tráfico de armas e expulsão da corporação
Em março de 2019, após a prisão de Ronnie Lessa pela suspeita de participação no duplo homicídio que vitimou Marielle Franco e Anderson Gomes, a Polícia Civil encontrou fuzis desmontados na casa de um amigo de Lessa, a maior apreensão desse tipo de arma na história do Rio de Janeiro. O morador da casa declarou que guardara o equipamento a pedido de Lessa, que passou a ser investigado por tráfico de armas

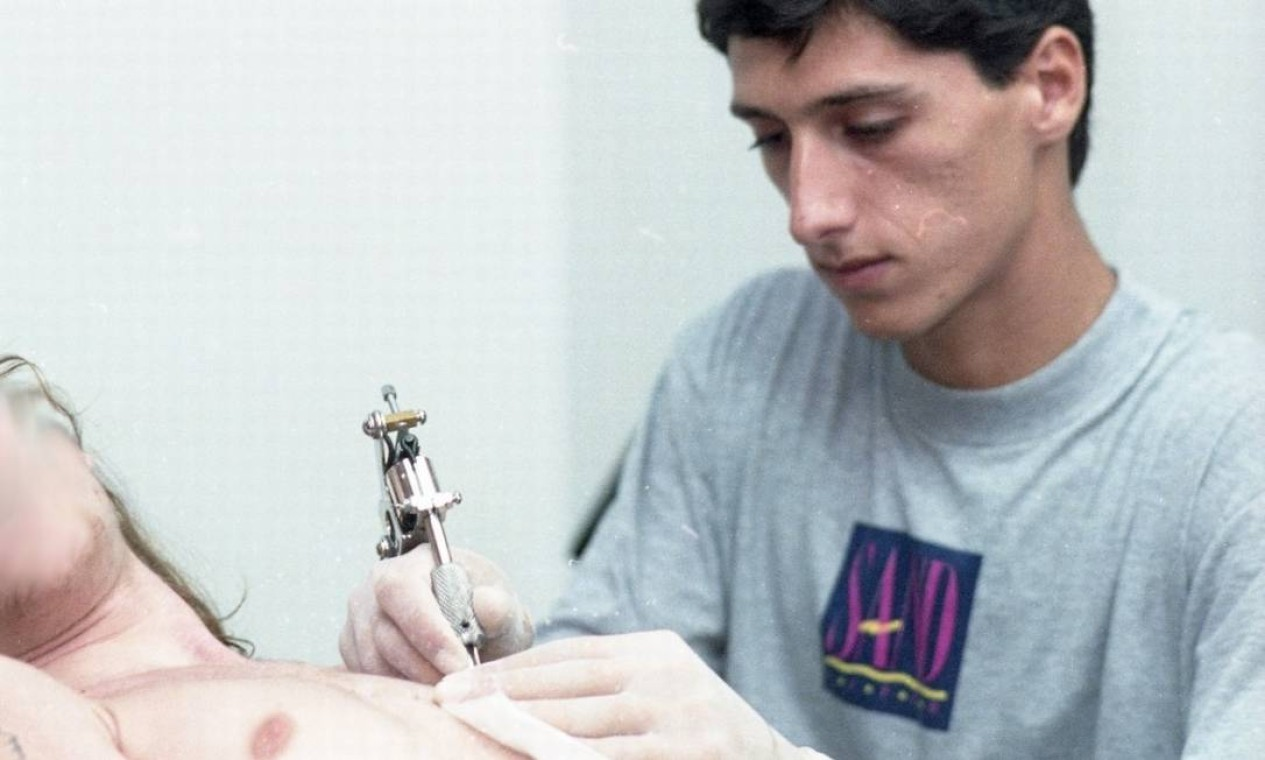
Antes de ingressar na Polícia Militar, Lessa trabalhava como tatuador no Méier

Em agosto de 2022, Lessa foi condenado a treze anos de prisão por tráfico internacional de armas. Em fevereiro de 2023, Lessa foi expulso da Polícia Militar em decorrência dessa condenação.

### Atividades criminosas
Ronnie Lessa foi apontado como chefe da milícia na zona oeste carioca e dono de um bingo clandestino na Barra da Tijuca, que foi inaugurado em 24 de julho de 2018. Na noite desse dia os polícias apreenderam as 80 máquinas caça-níquel de um bingo clandestino num restaurante da Barra da Tijuca que servia de fachada.3 funcionários do local e 7 clientes do bingo também foram encaminhados à delegacia. No dia 15 de agosto daquele ano, Ronnie Lessa entrou em contato com o delegado Marcus Cipriano para contatar a delegada Adriana Bélem e reaver as máquinas caça-níquel.
Ronnie Lessa é vendedor de galões de água. Antes de ser preso, planejava expandir esse negócio para áreas dominadas pelo tráfico de drogas no Rio de Janeiro.
Em 22 de maio de 2025, Ronnie Lessa foi condenado a 90 anos de prisão por homicídio doloso duplamente qualificado pela morte de um casal na Gardênia Azul, na Zona Oeste, em 2014. Ele foi junto com o ex-vereador Cristiano Girão, também condenado a 45 anos de prisão pelo mesmo crime. De acordo com os promotores, as mortes foram causadas por disputas de território na região.

## Condenado por duplo homicídio
Em 22 de maio de 2025 , Ronnie Lessa junto com o ex-vereador da cidade do Rio de Janeiro, Cristiano Girão foram condenados pelo júri popular por duplo homicídio ocorrido em 2014.
Ronnie Lessa e Cristiano Girão foram condenados a pegar mais de 40 anos de prisão pelo juri popular. O julgamento foi conduzido pela juiza Tula Correa de Mello . 
Ronnie Lessa foi condenado a 90 anos de prisão em regime fechado e o Cristiano Girão foi condenado a 45 anos de prisão. 
Lessa foi contratado pelo ex-vereador para matar o ex-policial André Henrique da Silva Souza (conhecido como Zoio) e a esposa Juliana Oliveira. A morte de ambos aconteceu no dia 14 de junho de 2014, ambos iam de carro pela região da Gardênia Azul e foram atingidos por mais de 30 tiros de fuzil. Tudo devido a uma richa com o ex-vereador no controle do crime organizado na zona oeste do Rio de Janeiro. O ex-vereador tinha uma extensa ligação com a milícia da Gadênia Azul.

## Assassinato de Marielle Franco
Durante as investigações sobre o crime, Ronnie Lessa foi acusado de ser o atirador no ataque ao veículo em que a vereadora estava. Segundo as informações divulgadas pela polícia e pela imprensa à época, ele teria sido o autor dos disparos que mataram Marielle Franco e Anderson Gomes.
Até setembro, sabia-se, conforme um relatório da Coordenadoria de Segurança e Inteligência do Ministério Público do Estado do Rio de Janeiro, que o sargento da reserva da Polícia Militar Ronnie Lessa, acusado do assassinato, era chefe de milícia na zona oeste carioca, foi dono de um bingo clandestino na Barra da Tijuca e planejava, antes de ser preso, expandir seu negócio de distribuição de água para áreas dominadas por traficantes de drogas na cidade. O relatório fundamentou o pedido aceito pela Justiça do Rio de Janeiro, a fim de transferir Lessa para o sistema penitenciário federal.
Em meados de dezembro, a Polícia Civil e o Ministério Público acharam uma importante pista para solucionar o crime. Conforme o relato, Eduardo Almeida Nunes de Siqueira, morador da Muzema, favela dominada pela milícia, clonou um carro do mesmo modelo que foi usado no homicídio. Além disso, Siqueira era defendido pelo mesmo advogado de Ronnie Lessa, considerado o executor da vereadora. Ele confessou que clonou muitos veículos, incluindo um Cobalt prata, ano 2014, que foi exatamente o tipo de automóvel usado pelos pistoleiros. Siqueira não sabia como o carro foi usado, mas viu muita semelhança entre o que ele clonou e o que foi usado no crime. A polícia também seguia outras linhas de investigação, como a confirmação de que a ordem para matar Marielle partiu do ex-bombeiro, ex-vereador e miliciano Cristiano Girão, com o objetivo de se vingar do deputado federal Marcelo Freixo, pois Girão era um dos nomes constantes da lista da CPI das milícias confeccionada pelo parlamentar.

### Delação de Élcio de Queiroz
Em julho de 2023, Élcio de Queiroz firmou uma delação premiada com a Polícia Federal e o Ministério Público e contou em detalhes como foi cometido o crime. Segundo informações veiculadas na imprensa, o crime estava premeditado desde 2017 e até teria havido uma tentativa frustrada no mesmo ano. Quando o homicídio efetivamente ocorreu, tudo começou com um encontro entre Lessa e Élcio no condomínio deste. Eles se posicionaram estrategicamente em um carro e partiram em perseguição ao carro da vereadora, disparando tiros no momento em que o veículo desacelerou. Após concluído o crime, seguiram para um bar onde ficaram bebendo até às três horas da madrugada. No dia seguinte, concluíram a operação se livrando do carro usado no crime, antes tomando o cuidado de adulterá-lo.

### Absolvição pela Justiça Federal
Em setembro de 2023, a Justiça Federal do Rio de Janeiro absolveu Lessa no processo sobre tráfico internacional de armas. A decisão foi motivada por falta de provas.

### Aumento de pena por sumiço das armas no crime
Em novembro de 2023, o Tribunal de Justiça do Rio de Janeiro aumentou a pena do ex-policial militar Ronnie Lessa, assassino da vereadora Marielle Franco e seu motorista Anderson Gomes, de quatro para cinco anos de prisão em regime fechado por sumiço das armas utilizadas no crime.
Em 19 de fevereiro de 2024, a Justiça Federal do Rio de Janeiro condenou Lessa a seis anos e oito meses de prisão, em regime semi-aberto, por contrabando de peças e acessórios de armas de fogo. Na sentença, a Justiça Federal afirmou que Lessa importou ilegalmente produtos controlados pelo Exército. Já no dia 1 de março, o Ministério Público do Rio de Janeiro (MPRJ) prendeu quatro homens na Operação Rede, contra o comércio ilegal de armas e munição da quadrilha de Ronnie Lessa e do ex-bombeiro Maxwell Simões Corrêa, o Suel.
Em 7 de junho, o ministro do Supremo Tribunal Federal (STF), Alexandre de Moraes, aceitou o pedido de transferência de Ronnie Lessa para o complexo penitenciário de Tremembé, em São Paulo, e retirou o sigilo de parte da delação premiada do ex-policial militar. A transferência foi um pedido da defesa sob o argumento de que, em São Paulo, Lessa ficará mais próximo da família. No presídio de Tremembé também estão o ex-jogador Robinho e Cristian Cravinhos, preso pelo assassinato do casal Richthofen. Em 20 de junho, ele foi transferido para a Penitenciária Doutor José Augusto César Salgado, conhecida como Penitenciária II de Tremembé, no interior de São Paulo.
Condenação pelo Assassinato de Marielle Franco e Anderson Gomes
Em 31 de outubro de 2024, após 2 dias de julgamento, Lessa foi condenado a 78 anos e 9 meses de prisão, além de ter que pagar R$ 706 mil de indenização para parentes de Marielle e Anderson,  juntamente com Élcio de Queiroz, que foi condenado a 59 anos e 8 meses e multa no mesmo valor citado acima.

## Anos de prisão
Ao todo a condenação de Ronnie Lessa soma 193 anos e 11 meses de prisão, tanto na justiça estadual quanto na justiça federal, com 5 condenações, embora o tempo máximo de prisão no Brasil é de 40 anos de acordo com a Lei n. nº 13.964/2019.

Com o acordo de delação pela confissão de homicídio de Marielle Franco e do motorista Anderson, Ronnie Lessa poderá cumprir pena em regime fechado até o ano de 2037. Existe a unificação dos processos tanto na justiça estadual e federal, junto ao acordo que foi assinado pela delação.